# 弦虎門
弦虎門，四川拳術，為中國武術流派之一。

## 源流
據來源不明，僅流傳於四川冕寧縣錢家，因錢氏子孫錢興勇就讀成都體育學院時展示這門武功，方為外人所知弦虎門武術，蓋因弦虎門一直信守不傳外人的門規，所以這門武功長期沒有流傳`

## 介紹
弦虎門武功的步法敏捷，身形靈活，手疾眼快，步穩法毒，手法多變，蓄而不露，深不可測，擰腰切胯，吞吐浮沉，擰旋翻轉，變化多端。

## 招式
弦虎門武功招式套路包含，弦虎開手拳、弦虎游身功、龍虎肘，器械套路則有折手劍、煊花斧、逍遙扇。